# Kathedrale von São João del-Rei

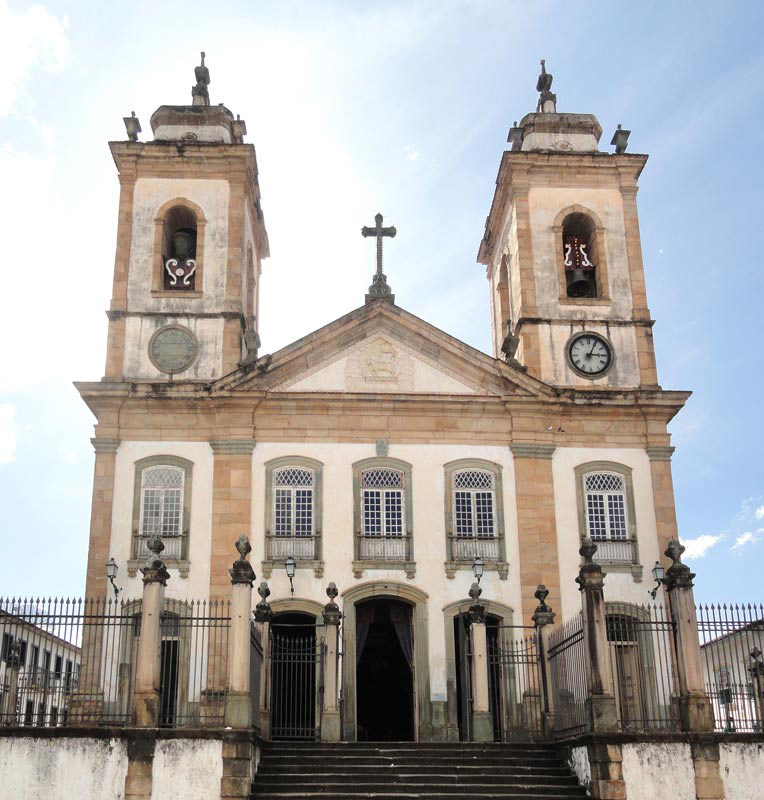
Fassade der Kathedrale

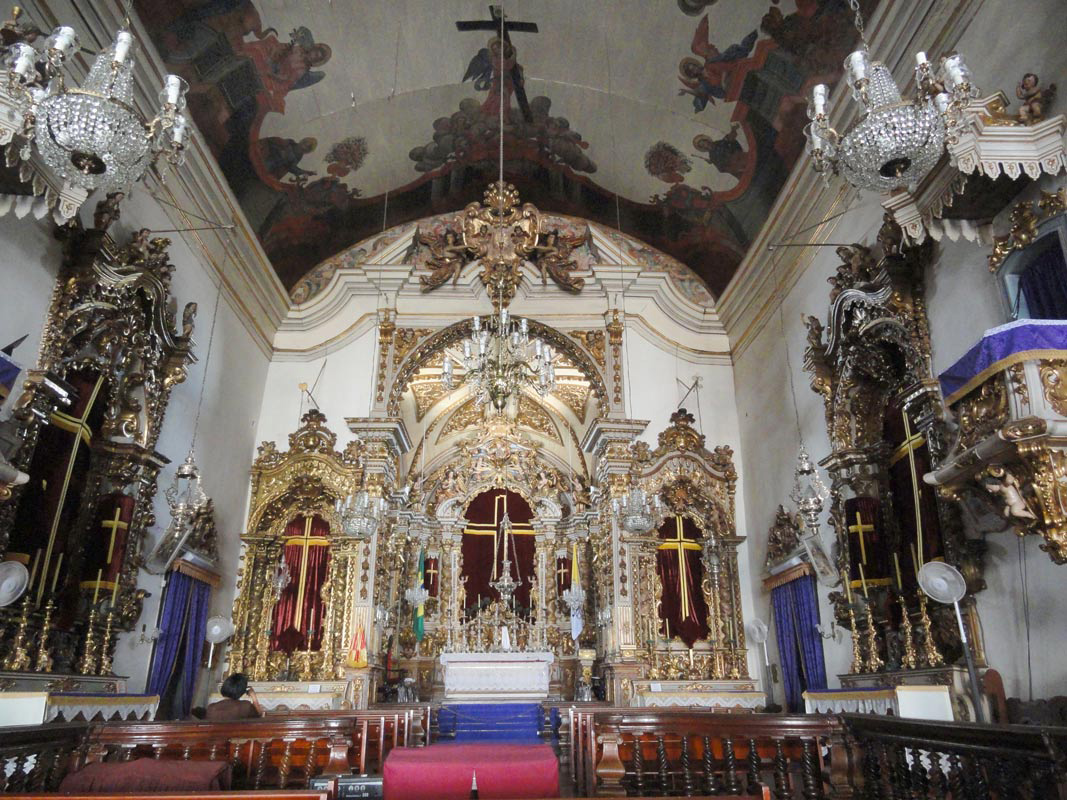
Kirchenschiff

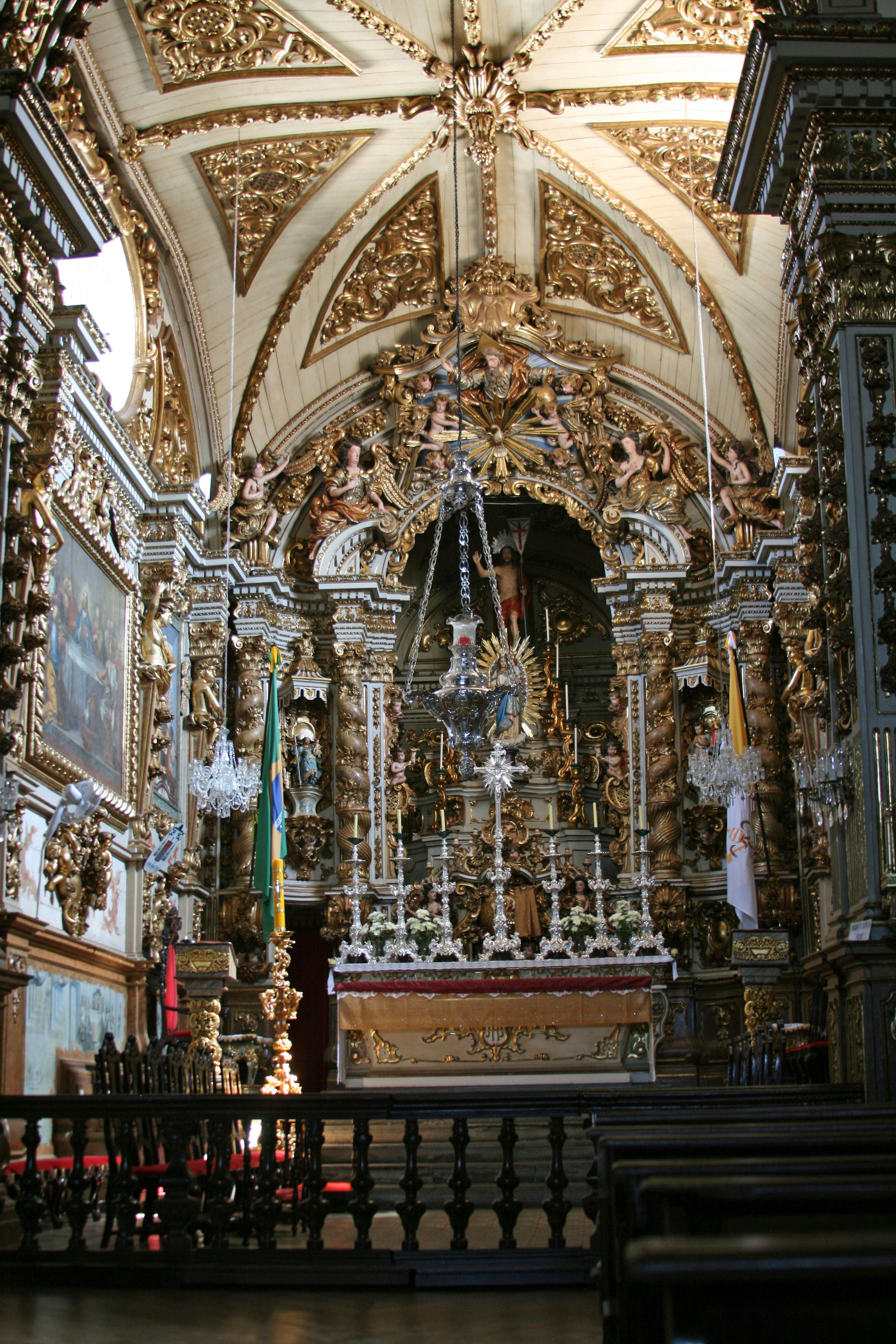
Hauptaltar

Die Kathedrale von São João del-Rei, auch Catedral Basílica Nossa Senhora do Pilar (deutsch Kathedralbasilika Unserer Lieben Frau auf dem Pfeiler), ist eine römisch-katholische Kirche in São João del-Rei im brasilianischen Bundesstaat Minas Gerais. Die Kathedrale des Bistums São João del-Rei gilt als bedeutender Vertreter der brasilianischen Kolonialkunst, die eine reichhaltige Dekoration aus Gold, Gemälden und Statuen enthält und als nationales Kulturerbe geschützt ist.

## Geschichte
Der Bau einer mit Stroh bedeckte Lehmkapelle auf dem Gipfel des Morro da Forca um 1704 ist Teil der Gründungsgeschichte der Minenstadt. Neben der der Jungfrau auf dem Pfeiler gewidmeten Kapelle entstand die Siedlung. 1709 wurde die strohgedeckte Lehmkapelle während des Emboabaskrieges niedergebrannt. Die 1711 gegründete Bruderschaft des Allerheiligsten Sakraments, die den reichen Weißen der Stadt vorbehalten war, plante den Bau einer neuen Kirche und platzierte sie mitten in der Stadt. Die Baugenehmigung wurde am 12. September 1721 erteilt. Die Arbeiten gingen schnell voran und 1732 wurden mit den Hauptmauern auch die Portale, Altäre und der Chor fertiggestellt. In diesem Jahr kamen Materialien für die Dekoration aus Portugal, darunter Blattgold, Farben und zwei Tafelbilder, Das letzte Abendmahl und Jesus bei Simon. Die Innenarbeiten wurden im Jahr 1750 abgeschlossen und die Türme und die Decken des Kirchenschiffs fertiggestellt.
Zwischen 1850 und 1863 fand ein Umbau der Kirche mit einer Restaurierung statt, verbunden mit Eingriffen in Fassade, Wand- und Deckengestaltung, Fußboden und Sakristei. Während die barocke Ausgestaltung des Innenraums erhalten blieb, erhielt die Fassade Einflüsse des Klassizismus.
Die Kirche wurde 1938 vom Nationalen Institut für historisches und künstlerisches Erbe als historisches Bauwerk eingestuft. Im Jahr 1954 wurde das Bild Unserer Lieben Frau von der Säule feierlich mit der Erlaubnis von Papst Pius XII. gekrönt. Mit der Gründung des Bistums São João del-Rei 1960 durch Papst Johannes XXIII. wurde die Kirche zur Kathedrale erhoben. 1964 verlieh er ihr zusätzlich den Titel einer Basilica minor. Am 12. Januar 1967 wurde auf dem Gipfel des Morro da Forca an der Stelle der früheren Kapelle eine Steinsäule geweiht, um den Beginn der Verehrung der Jungfrau der Säule zu markieren. 2011 wurden Reparaturen von Wasserschäden notwendig.

## Architektur
Die Fassade ist imposant und in das in der Kolonialzeit übliche dreigliedrige Schema unterteilt. Sie besteht aus einem zentralen Teil für das Kirchenschiff und zwei Glockentürmen an den Seiten. Fünf Türen öffnen sich im Erdgeschoss. Die oberen Ebene besitzt fünf gleiche Fenster mit Geländern. Alle Öffnungen haben einen Steinrahmen und einen gebogenen Sturz, sind jedoch ohne Ornamente. Die Fassade wird mit einem klassizistischen, dreieckigen Giebel mit aufgesetztem Kreuz abgeschlossen, der ein Medaillon mit dem Bildnis des Lamm Gottes zeigt. 
Der einschiffige Grundriss ist typisch für die Kolonialzeit, er besitzt eine niedrige Gewölbedecke, Seitenaltäre, einem Eingangsbereich und einem langen Chor, der durch einen Triumphbogen vom Kirchenschiff getrennt ist. Der Chor ist kuppelförmig überwölbt, wobei die Ränder durch kunstvolle Rahmen und das Gewölbe mit reichverzierten Tafeln gekennzeichnet sind.

## Ausstattung
Die Kirche zeichnet sich durch eine prächtige Innenausstattung aus, die vom Barocco Joanino bis zum Rokoko reichen. Der Hauptaltar mit gewundenen Säulen ist mit reichverzierten Engelsfiguren versehen. Unter der Taube als Symbol des Heiligen Geistes steht die Statue der Schutzpatronin, eine großartige Darstellung der Jungfrau der Säule auf Wolken und Engeln. Sie wird von ausdrucksstarken Statuen und goldener Pracht eingerahmt. Sechs Seitenaltäre säumen das Kirchenschiff, vier an den Seiten und zwei neben dem Triumphbogen. Die Altäre sind mit raffinierten und dicht vergoldeten Holzschnitzereien, besonders floralen Motiven, auszeichnen, sowie einer Fülle von Engelsfiguren, die sich mit Arabesken und Girlanden, Kolonnetten und Voluten vermischen. Die Altäre folgen dem gleichen Grundmuster, weisen jedoch Unterschiede auf.